# Fagot (missile)
Il Fagot (nome in codice NATO: AT-4 Spigot) è un missile anticarro filoguidato prodotto nell'Unione Sovietica. Progettato per sostituire il Maljutka, è entrato in servizio nel 1971. Si compone di un sistema d'arma denominato 9K111, comprendente un complesso lanciatore con un missile a sua volta denominato, secondo la designazione sovietica di fabbrica, 9M111.
Il 9M111 Fagot è l'equivalente sovietico del MILAN franco-tedesco. Ha una gittata di circa 2 km, guida SACLOS e alette stabilizzatrici retrattili, per essere ospitato in un tubo di lancio. Si tratta di un missile essenzialmente usato dalla fanteria, anche se assai pesante con il treppiede. Usato operativamente per la prima volta nella guerra del Libano del 1982, è stato aggiornato varie volte.

## Caratteristiche
Il sistema d'arma 9K111 si compone di un complesso lanciatore costituito da un treppiedi, un sistema di puntamento manuale e un sistema elettronico di controllo e di sparo di tipo 9P135, che contiene anche la batteria di alimentazione, e di un'ottica di puntamento diurna/notturna con un ingrandimento di 10x; e dell'arma vera e propria (detta 9M111) contenuta in un tubo di lancio in vetroresina intercambiabile. L'arma è montata col suo tubo di lancio sul lanciatore, e collegata alla consolle di controllo; il complesso di lancio pesa 22,5 kg, e ogni missile 9M111 pesa 12 kg.
Due uomini trasportano l'intero complesso e due armi nei loro tubi di lancio. Il tiratore, dopo aver inquadrato il bersaglio, agisce sul comando di sparo e mantiene l'ottica di puntamento sempre sul bersaglio mediante il sistema di puntamento che consiste in due volantini da azionare a mano (uno per l'elevazione e uno per la direzione). Le correzioni apportate dal tiratore mediante i due volantini sono trasmesse via filo dalla consolle di controllo al missile, che si dirige pertanto verso il bersaglio.
All'atto dello sparo, il missile è espulso mediante una carica di gas compresso, quindi a una distanza di 5-6 metri si accende il motore a razzo che accelera rapidamente fino a portare l'arma a una velocità di 180 m/s.
Ovviamente presenta caratteristiche migliorate rispetto al precedente AT-3 Sagger tra cui:
- una testata più contenuta ma più potente (7 kg peso, testata HEAT)
- un sistema di guida automatica sul bersaglio (SACLOS) efficiente nel 90% dei casi
- una manovrabilità e una velocità maggiori (182 m/S)

Il peso si aggira tra i 20-40 kg e rende la classificazione di questa arma come "portatile". Il suo utilizzo è prevalentemente anticarro ma può essere usato contro fortificazioni o in funzione antiuomo. Vista l'implementazione del sistema SACLOS l'addetto al lancio non deve più "guidare" manualmente il missile mediante una leva (come nel precedente sistema 9M11 "Maljutka") ma si dovrà solo occupare di mantenere il bersaglio inquadrato nel reticolo dell'ottica, tramite i comandi manuali installati sul lanciatore (volantini di puntamento). Il sistema di puntamento SACLOS si serve di una guida all'infrarosso molto accurata situata nella coda del missile; il sensore infrarosso è rilevato automaticamente dall'ottica, che provvede alle correzioni di rotta necessarie tramite il filo. La spola su cui è avvolto il filo è allocata nella parte posteriore dell'arma.

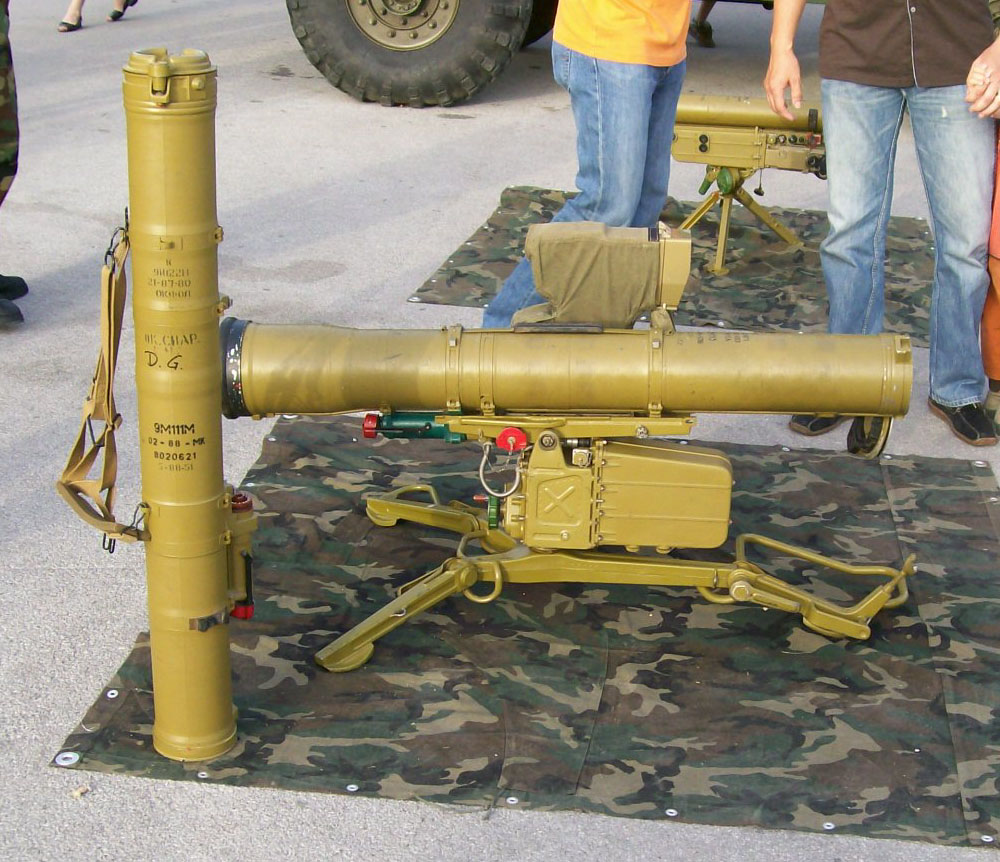
complesso di lancio 9K111 con un missile 9M113 Konkurs montato e un 9M111 pronto per la ricarica, catturato dall'esercito israeliano alle milizie di Hezbollah.

Ulteriori innovazioni sono l'utilizzo di un tubo di lancio sostituibile (1.200 mm di lunghezza, peso 5 kg), un diametro di 134 mm e una capacità di penetrazione di 400mm: una minaccia per qualsiasi carro armato da combattimento attualmente ora in circolazione. Il raggio varia da un minimo di 70 metri ad un massimo di 2 km, rendendo la minaccia immediata anche sul cortissimo raggio.

## Derivazioni e varianti
Il sistema AT-4 Spigot può essere montato su unità BRDM-2 come lanciatori mobili ma questa pratica è stata largamente abbandonata in favore delle nuove unità AT-14 Kornet montate sui BMP-3 che assicurano maggiore mobilità e protezione.

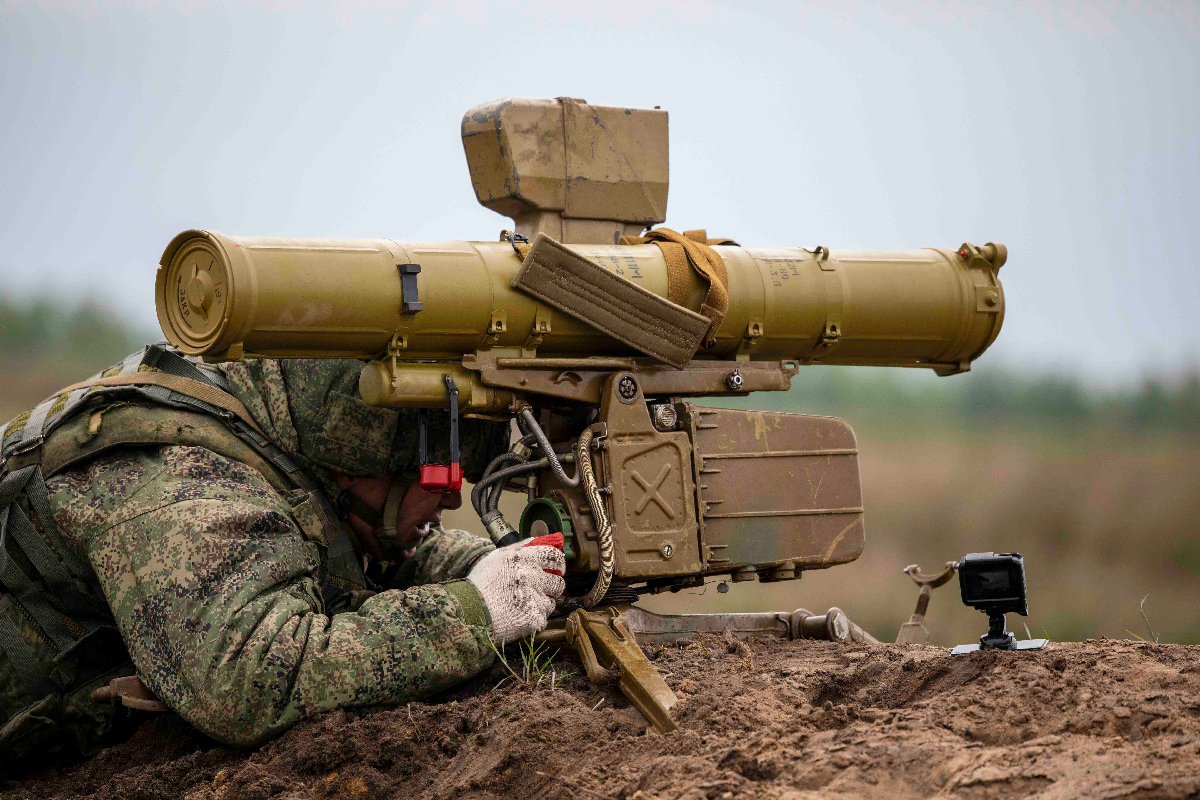
Un sistema 9K111 "Fagot" in uso all'esercito della Federazione Russa. Si nota il volantino di direzione azionato dal tiratore per mantenere il puntamento sul bersaglio.

Il missile 9M111 è stato successivamente sostituito dalla variante 9M111-2 (denominazione NATO AT-4B), leggermente migliorato, il quale a sua volta è stato subito dopo integrato dal 9M111M Faktorya, (denominazione NATO: AT-4C) molto più diffuso, con gittata aumentata a 2500 metri e penetrazione corazza aumentata a 600mm.  
Il complesso di lancio 9P135 è stato successivamente ammodernato nella versione M, in grado di lanciare sia il missile 9M111 Fagot sia il più recente 9M113 Konkurs, (denominazione NATO: AT-5 Spandrel) di dimensioni, peso e prestazioni maggiori, ma basato sullo stesso sistema di lancio e di puntamento.
A partire dal 1994, è stata introdotta un'ottica di puntamento TP-VP ad immagine termica, anche se non molto diffusa per via del peso non indifferente (13kg) che richiede un terzo uomo per il suo trasporto.

## Utilizzatori
Il sistema 9K111 e le sue varianti sono state prodotte in enormi quantità, sia nell'Unione Sovietica che nella Federazione Russa, e in molti Paesi su licenza. Dopo il suo debutto operativo nell'Invasione del Libano del 1982 (dove fece molta impressione fra le forze di difesa israeliane), è apparso pressoché in ogni conflitto ed è tuttora largamente usato. 

### operatori attuali
- Afghanistan – 100
- Algeria – 2040 consegnati nel 1995-1996.
- Angola – 100
- Armenia
- Azerbaijan
- Bosnia Erzegovina – 52
- Bielorussia - prodotto su licenza
- Bulgaria – 222
- Croazia – 119
- Cuba – 100
- Rep. Ceca – 50
- Etiopia – 50
- Finlandia
- Georgia
- Grecia – 262 (dalla ex-Germania Orientale)
- Ungheria – 50
- India – 100
- Iran
- Kazakhstan - 200
- Kuwait – 100
- Libya – 100
- Moldavia
- Mozambico
- Corea del Nord – prodotto su licenza come Bulsae-2
- Romania
- Russia – 1,000
- Serbia – 250
- Slovacchia – 50
- Siria – 100
- Ukraina – 800
- Yemen – 100
- Vietnam

### operatori non governativi
- Hamas
- OLP
- Hezbollah
- ISIS
- PKK/YPG
- Fronte del Polisario
- Free Syrian Army (Esercito Siriano Libero) ed altri gruppi clandestini siriani antigovernativi